# Marie Antier
Pour les articles homonymes, voir Antier.
Marie Antier (1687, Lyon - 3 décembre 1747, magasin de l'Opéra, rue Saint-Nicaise, Paris) est une chanteuse d'opéra française (soprano) du XVIIIe siècle. Élève de Marie Le Rochois, elle est connue pour ses rôles dans les opéras de Lully.

## Carrière
Originaire de Lyon, Marie Antier arrive à Paris à l'âge de 20 ans.
Elle est première actrice de l'Académie royale de musique en 1720 et obtient, le 2 juin 1721, un brevet de musicienne de la chambre du roi, doté d'une rémunération de 1000 livres par an augmentée, le 8 août 1728, de 500 livres supplémentaires. Elle joue les rôles principaux de l'opéra français de ses débuts en 1711 jusqu'à sa retraite en 1741.
Dès 1715, un hôtel particulier - l'hôtel Antier - est construit pour elle rue d'Auteuil (correspondant au n°47 d'aujourd'hui), dans ce qui est alors la banlieue ouest de Paris. Elle y donne des fêtes somptueuses dont une mémorable en 1744 en l'honneur du roi Louis XV, alors malade,.
En 1726, Marie Antier se marie avec l'inspecteur du grenier à sel Jean Duval et reçoit à cette occasion de riches cadeaux de la part de la famille royale, dont une tabatière d'or enrichie de diamants. Artiste lyrique de la cour, elle se retire momentanément au couvent de Chaillot vers 1727, après sa liaison mouvementée avec Alexandre Jean Joseph Le Riche de la Popelinière, puis devient la maîtresse attitrée du prince de Carignan.
Marie Antier a chanté dans un répertoire comprenant :
- Médée et Jason de Joseph François Salomon ;
- Télèphe, et Le Ballet des Âges d'André Campra ;
- Les Fêtes de Thalie, Pirithoüs, Les Amours des dieux, Le Ballet des Sens, et Les Grâces de Jean-Joseph Mouret ;
- Les Fêtes de l'été, et Jephté de Michel Pignolet de Montéclair ;
- Télémaque, Les Éléments, et Les Stratagèmes de l'Amour d'André Cardinal Destouches ;
- Pyrame et Thisbé, Tarsis et Julie, et Scanderberg de François Rebel et François Francœur ;
- Hippolyte et Aricie (Phèdre, 1733), Les Indes galantes (Phani, 1735), et Castor et Pollux (Phœbé, 1737) de Jean-Philippe Rameau.